# Educação no Império do Japão

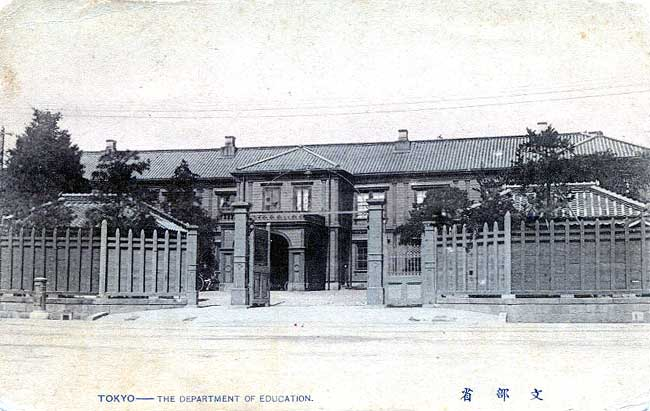
Ministério da Educação do Japão, por volta de 1890

A educação no Império do Japão era uma alta prioridade para o governo, já que a liderança do governo Meiji percebeu a necessidade crítica de educação pública universal em sua tentativa de modernizar e ocidentalizar o Japão. Missões no exterior, como a Missão Iwakura, foram enviadas ao exterior para estudar os sistemas educacionais dos principais países ocidentais.

## Mudanças educacionais do Período Edo para a Era Meiji

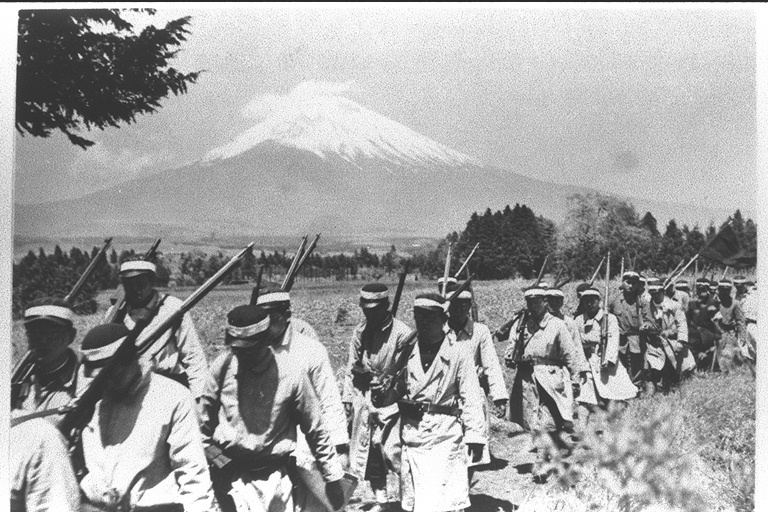
Cursos de formação militar na Universidade Keio, em 1937 ou 1938

Durante o período Edo, os cidadãos comuns do Japão recebiam meios limitados de educação. O que os cidadãos de baixa classe aprendiam geralmente era voltado para os assuntos básicos e práticos, como leitura, escrita e aritmética. A mudança ocorreu durante o período Meiji. Depois de enviar vários representantes japoneses instruídos para viajar para o exterior, o governo aprendeu muitos aspectos do Ocidente e, a partir daí, desenvolveu um novo processo de educação para o país. No final da década de 1860, os líderes Meiji haviam estabelecido um sistema que declarava igualdade na educação para todos como um meio de ajudar no processo de o Japão entrar em uma nação mais modernizada.
Era exigido por lei que todos tivessem tivessem acesso e frequentassem a educação pública. Isso foi feito com o propósito de não apenas incutir os valores do que significava ser um cidadão japonês, mas também trazer o conhecimento necessário para as pessoas entenderem como a nova nação funcionaria sob os métodos ocidentais. Com a mudança na educação, surgiram mais oportunidades de prosperar na nação japonesa recém-evoluída e modernizada. Indivíduos e famílias ascenderam na sociedade de maneiras além das quais seria possível, ou permitido, a seus ancestrais. Como a educação mudou, o mesmo aconteceu com a gama de talentos e esforços aplicados pelo povo japonês para melhorar sua sociedade.

## A política de educação durante a era Meiji
Em 1871, o Ministério da Educação japonês foi estabelecido, com um sistema escolar baseado fortemente no modelo estadounidense, que promovia um currículo utilitário, mas com o sistema de administração escolar centralizado copiado da França. Com a ajuda de conselheiros estrangeiros, como David Murray e Marion McCarrell Scott, também foram criadas Escolas Normais para formação de professores em cada prefeitura. Outros conselheiros, como George Adams Leland, foram recrutados para criar tipos específicos de currículo.
Escolas particulares dirigidas por templos budistas (terakoya) e associações de bairro foram nacionalizadas como escolas primárias;escolas de domínio feudal dirigidas por daimyōs se tornaram escolas secundárias, e a Academia do shogunato Tokugawa tornou-se a fundação da Universidade Imperial de Tóquio (atualmente a Universidade de Tóquio).
No entanto, eles adicionaram um novo currículo que enfatizava os ideais tradicionais conservadores, refletindo mais os valores japoneses. Os preceitos confucianos foram enfatizados, especialmente os que dizem respeito à natureza hierárquica das relações humanas, ao serviço ao novo estado Meiji, à busca de aprendizado e à moralidade. Esses ideais, incorporados no Rescrito Imperial de Educação de 1890, juntamente com o controle governamental altamente centralizado sobre a educação, guiaram amplamente a educação japonesa até o final da Segunda Guerra Mundial.
Em dezembro de 1885, o sistema de governo do gabinete foi estabelecido e Mori Arinori tornou-se o primeiro Ministro da Educação do Japão. Mori, juntamente com Inoue Kowashi criou a fundação do sistema educacional do Império do Japão, emitindo uma série de ordens de 1886. Essas leis estabeleceram um sistema de ensino fundamental, sistema de ensino médio, sistema de escolar normal e um sistema universitário imperial.
O ensino fundamental foi tornado obrigatório a partir de 1872, e foi concebido para criar súditos leais ao Imperador. As escolas intermediárias eram escolas preparatórias para estudantes destinados a entrar em uma das Universidades Imperiais, e as Universidades Imperiais tinham a intenção de criar líderes ocidentalizados que pudessem dirigir a modernização do Japão.
Com a crescente industrialização do Japão, a demanda aumentou para o ensino superior e a formação profissional. Inoue Kowashi, que seguiu Mori como Ministra da Educação, estabeleceu um sistema de educação profissional estatal e também promoveu a educação das mulheres através de um sistema escolar separado de meninas.
O ensino obrigatório foi estendido para seis anos, em 1907. De acordo com a nova legislação, os livros só poderiam ser emitidos após a aprovação do Ministério da Educação. O currículo centrado na educação moral (principalmente destinadas a incutir o patriotismo), matemática, desenho, leitura e escrita, composição, caligrafia Japonesa, Japonesa, história, geografia, ciências, desenho, canto e educação física. Todas as crianças da mesma idade, aprende-se a cada sujeito a partir da mesma série de livro didático.

## 1912-1937
Durante os períodos Taishō e início do Shōwa, de 1912 a 1937, o sistema educacional no Japão tornou-se cada vez mais centralizado.  De 1917 a 1919, o governo criou o Conselho Extraordinário de Educação (臨時教育会議, Rinji Kyōiku Kaigi), que emitiu inúmeros relatórios e recomendações sobre a reforma educacional.  Uma das principais ênfases do Conselho foi o ensino superior.  Antes de 1918, "universidade" era sinônimo de "universidade imperial", mas como resultado do Conselho, muitas universidades privadas obtiveram status oficialmente reconhecido.  O Conselho também introduziu subsídios para famílias pobres demais para pagar as mensalidades para a educação compulsória, e também pressionou por mais ênfase na educação moral .
Durante esse período, novas correntes sociais, incluindo o socialismo , o comunismo , o anarquismo e o liberalismo exerceram influências sobre os professores e os métodos de ensino.  O Novo Movimento Educacional (新教育運動, Shin Kyōiku Undō) uniu sindicatos de professores e movimentos estudantis contra o currículo educacional nacionalista.  O governo respondeu com aumento da repressão e acrescentou algumas influências do sistema alemão em uma tentativa de aumentar o espírito patriótico e intensificar a militarização do Japão.  O Rescrito Imperial para Soldados e Marinheiros tornou-se leitura obrigatória para estudantes durante este período.
Escolas especializadas para cegos e surdos foram estabelecidas em 1878 e foram regulamentadas e padronizadas pelo governo na Ordem de Escolas Cegas, Surdas e Mudas de 1926.  Pessoas cegas eram encorajadas a seguir carreiras como massagistas , acupunturistas , fisioterapeutas e afinadores de piano .

## 1937-1945

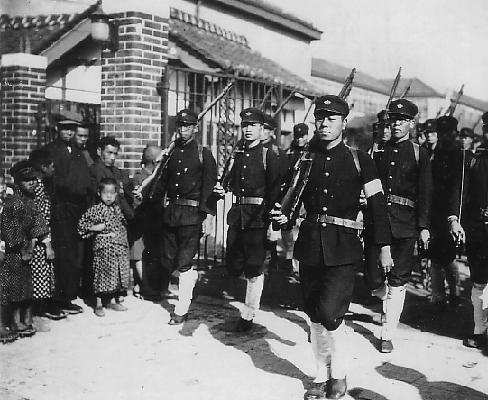
Curso de formação militar na Faculdade Comercial Municipal de Osaka, em outubro de 1925

Após o Incidente da Manchúria de 1931, o currículo do sistema educacional nacional tornou-se cada vez mais nacionalista e, com o início da Segunda Guerra Sino-Japonesa em 1937, o currículo tornou-se cada vez mais militarista e influenciado pelo ministro da Educação ultranacionalista Sadao Araki .
Em 1941, as escolas primárias foram renomeadas Escolas Populares Nacionais (國民學校, Kokumin Gakkō)  (uma tradução da palavra alemã Volksschule) e os estudantes eram obrigados a frequentar as "Escolas da Juventude" (青年学校, Seinen Gakkō) de formação profissional em graduação, que misturavam formação militar profissional e básica (para meninos) e economia doméstica (para meninas). As Seinen Gakkō também ministravam aulas noturnas para os jovens trabalhadores.
Escolas normais foram renomeadas Escolas Especializadas (専門学校, Senmon Gakkō), e muitas vezes eram afiliadas a uma universidade. As Senmon Gakkō ensinavam medicina, direito, economia, comércio, ciência agrícola, engenharia e administração de negócios.  O objetivo das Senmon Gakkō era produzir uma classe profissional, em vez de uma elite intelectual.  No período pré-guerra, todas as escolas superiores para as mulheres eram Senmon Gakkō .
Após o início da Guerra do Pacífico em 1941, a doutrinação nacionalista e militarista foi novamente reforçada.  Livros didáticos como o Kokutai no Hongi tornaram-se leitura obrigatória.  O principal objetivo educacional era ensinar os tradicionais valores políticos nacionais, religião e moralidade.  Isso prevalececia desde o período Meiji. O estado japonês havia modernizado-se organizacionalmente, mas preservou suas idiossincrasias nacionais. A ênfase foi colocada no culto ao Imperador, na lealdade aos valores mais importantes da nação, e na importância das antigas virtudes militares.
Após a rendição do Japão em 1945, as Missões de educação dos Estados Unidos para o Japão em 1946 e em 1950, sob a direção das autoridades de ocupação americanas, aboliram o antigo quadro educacional e estabeleceram a fundação do sistema educacional pós-guerra do Japão.